# 荔枝岗

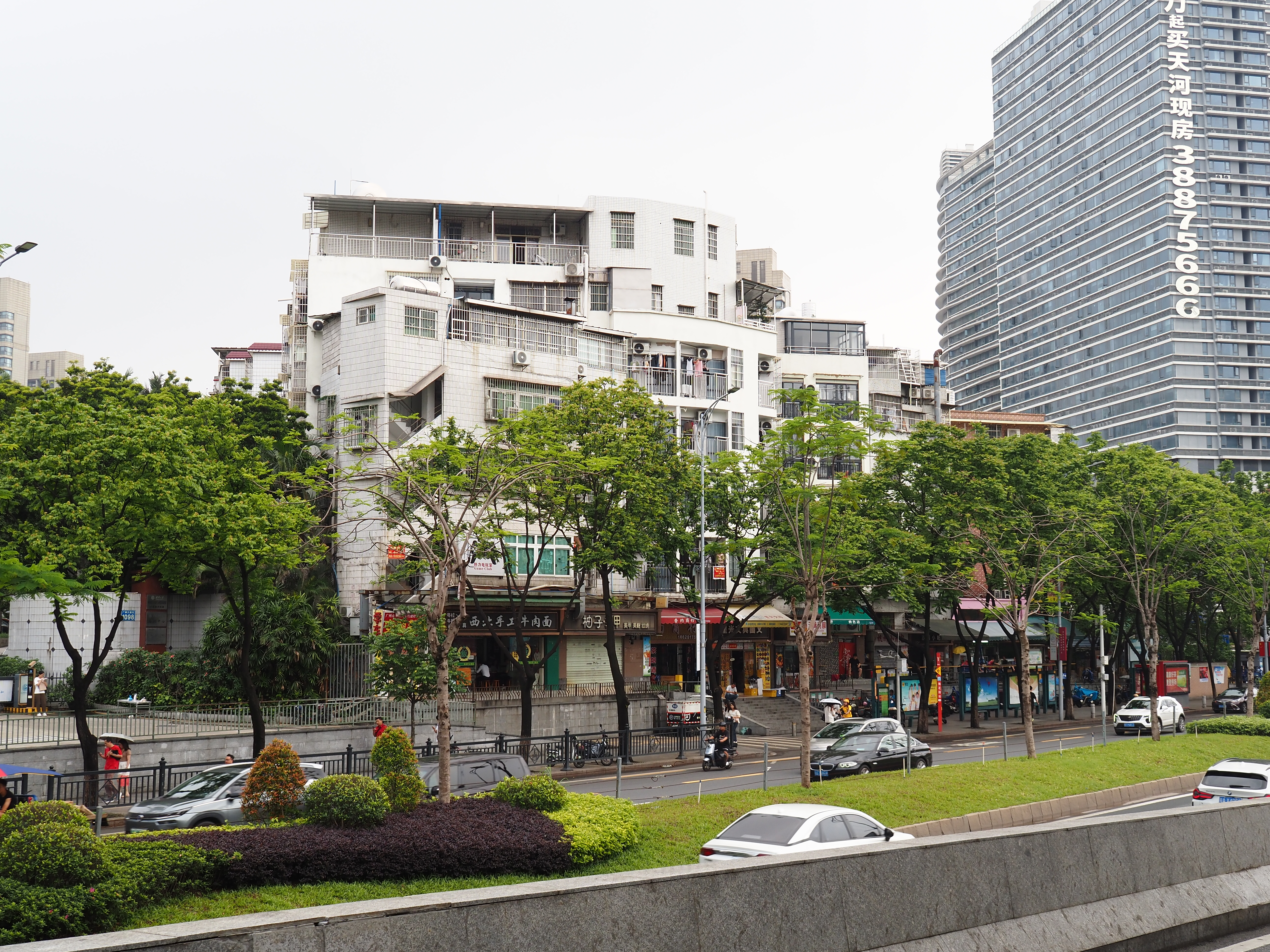
荔枝岗（摄于2024年4月）

荔枝岗是位于中国广东省广州市天河区兴华街道的一个自然村。属银河村管辖。清末时建村。2015年时，户籍人口1252人。